# Casa Ramon Casas i Gatell
La casa Ramon Casas i Gatell és un edifici situat al carrer Nou de Sant Francesc de Barcelona, conservat parcialment. El 1866 hi va néixer el pintor Ramon Casas i Carbó, i el 2014, l'Ajuntament de Barcelona hi va col·locar una placa commemorativa.

## Història
El 1860, l'indià Ramon Casas i Gatell va demanar permís per a enderrocar les construccions existents i construir-hi un nou edifici, segons el projecte del mestre d'obres Felip Ubach.

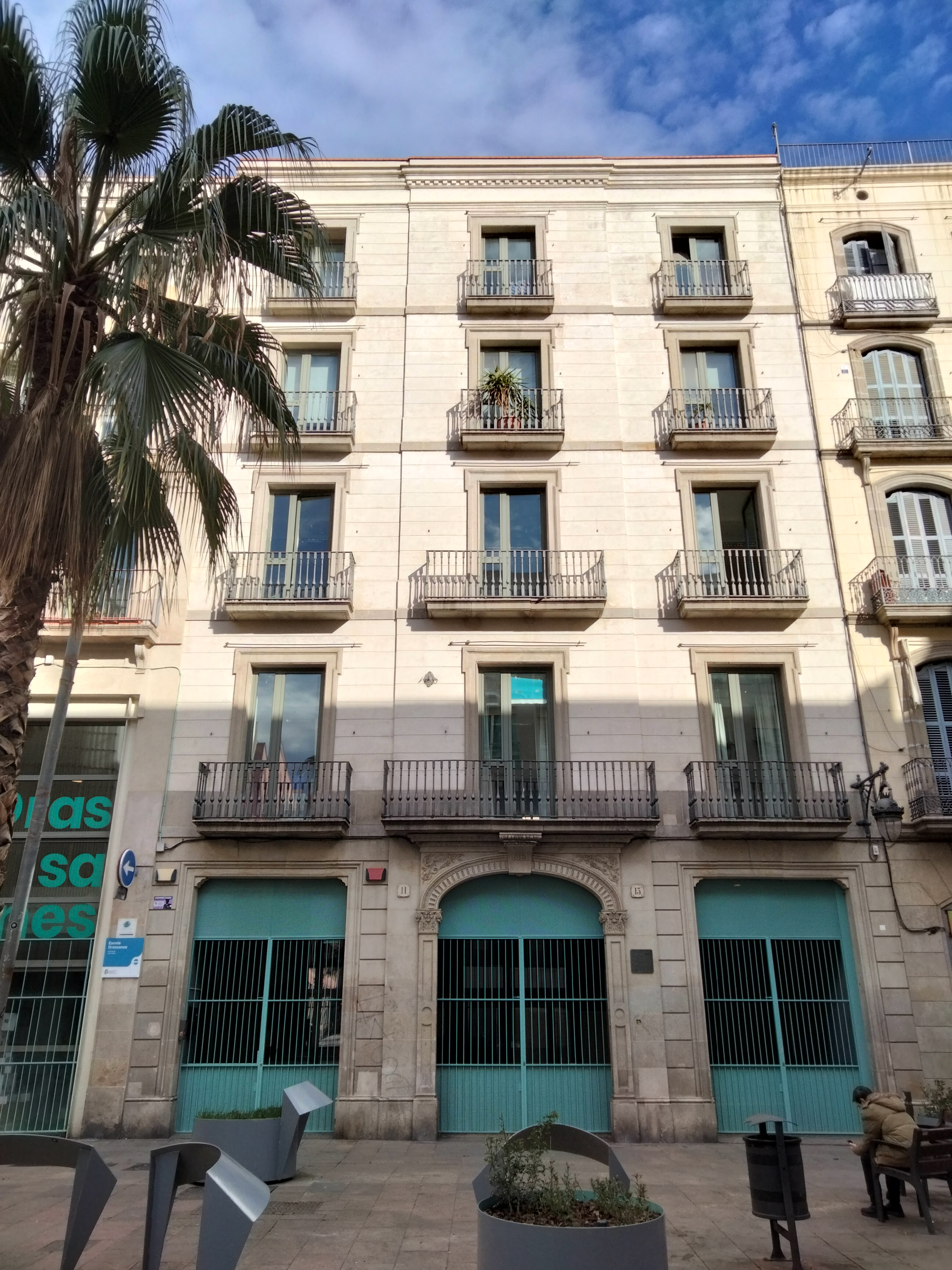
Vista actual de l'edifici (2024), que juntament amb la casa-fàbrica Tresserras forma part de l'Escola Drassanes

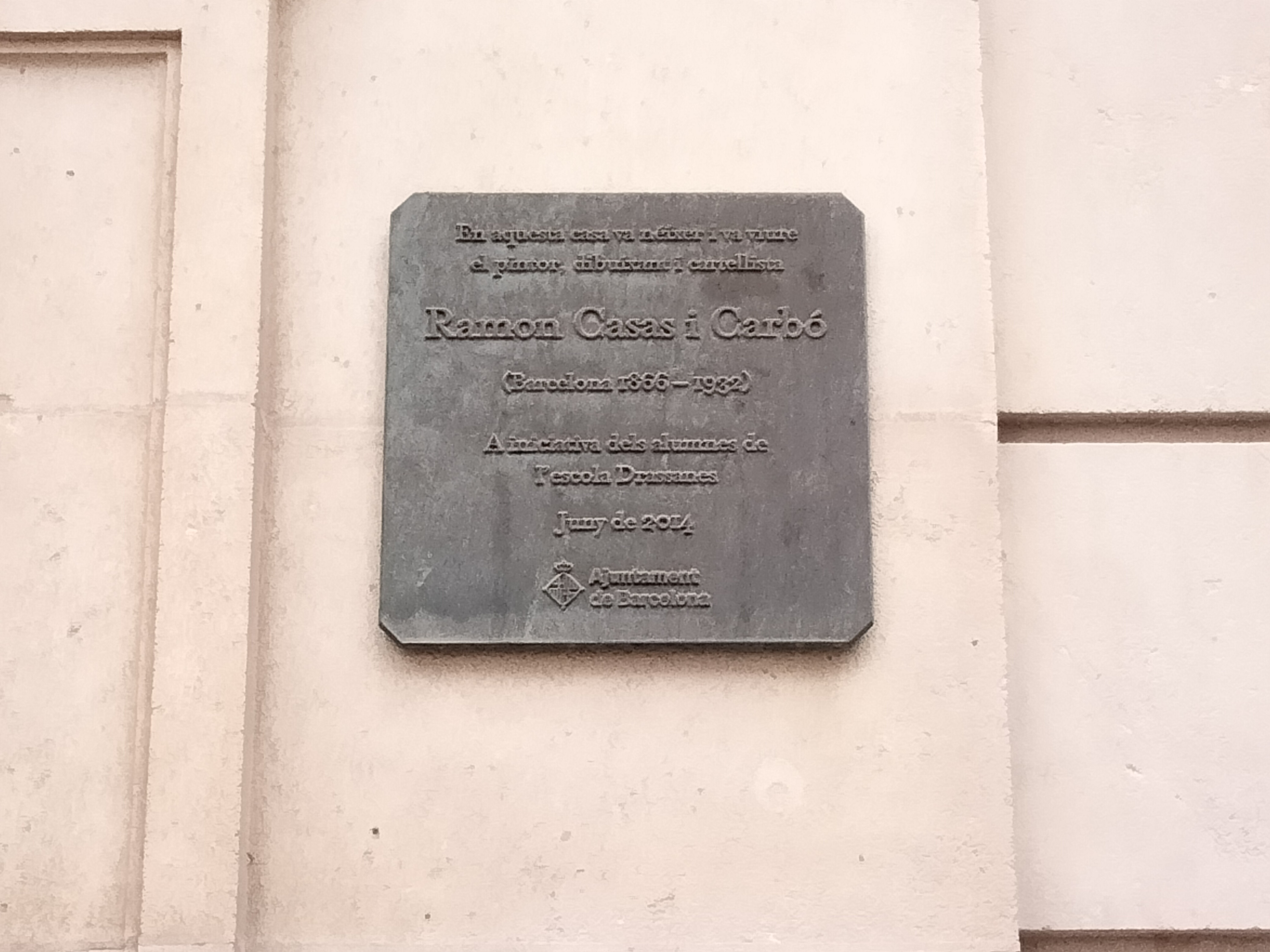
Placa commemorativa del naixement del pintor Ramon Casas i Carbó

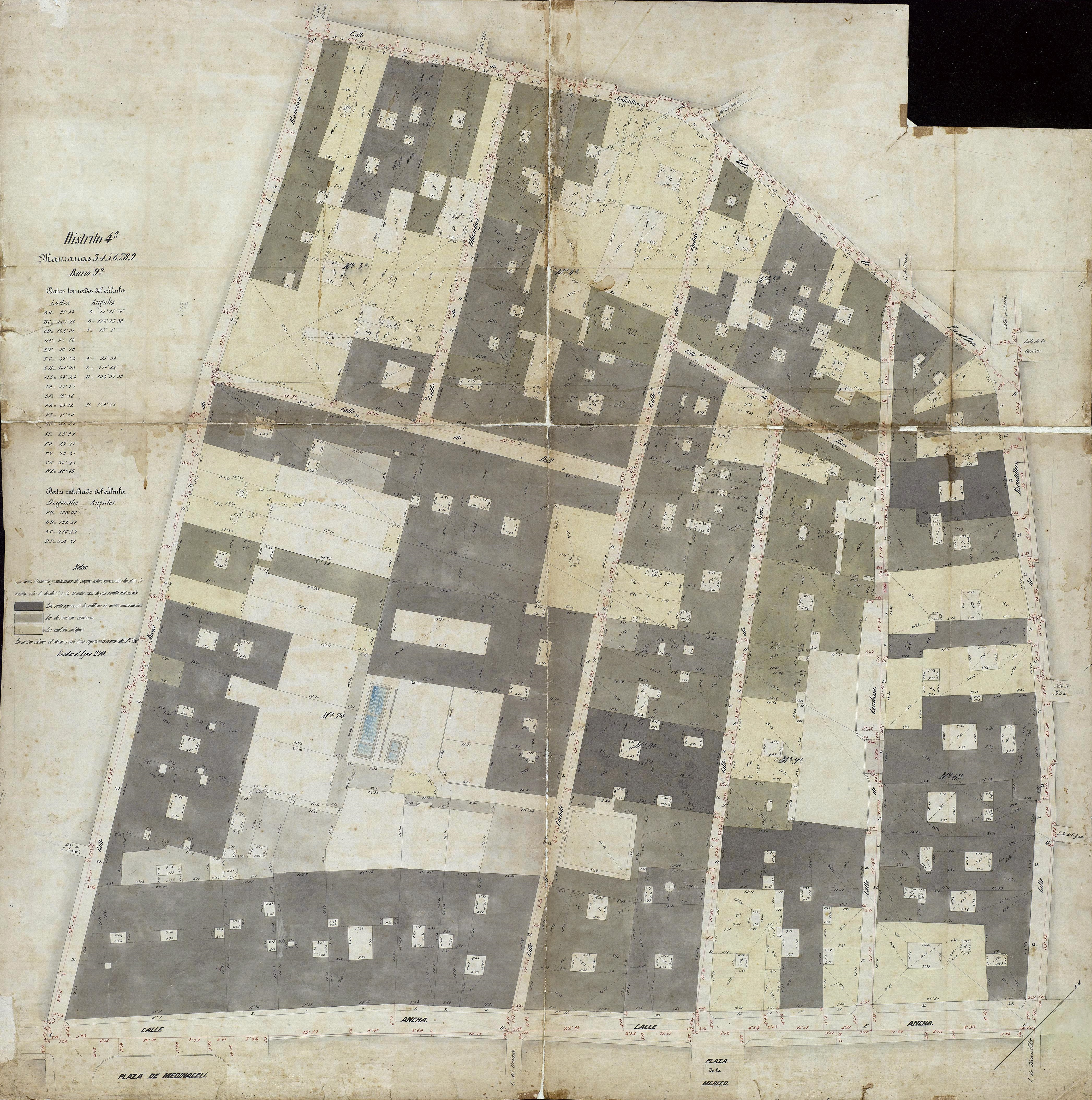
Quarteró núm. 113 de Garriga i Roca (c. 1860)

El 1861 s'hi va instal·lar el Círculo Gimnástico Barcelonés, dirigit pel professor de gimnàstica Josep Florenci Quadras: «D. José Florencio Quadras, que tenía su establecimiento en la Plaza Real, n. 1, en el subterráneo de la tienda del señor barón de la Châtre, no ha perdonado medio hasta conseguir un local […] muy espacioso, bien ventilado y elevado de techo, […] situado en el plan terreno de la casa de la calle Nueva de San Francisco, n. 11 y 13, tiene además la conveniencia de que las señoras y las niñas tendrán una independencia completa del local destinado a las personas del otro sexo, mejora que no dudamos será muy apreciada y que contribuirá á propagar la aficion á la gimnástica, utilísima sobre todo en poblaciones como Barcelona, donde la vida sedentaria que se lleva impide por lo comun el desarrollo que necesitan las fuerzas corporales del individuo para la conservacion de la salud.» Ja al segle xx, va acollir la sastreria militar de Fills de J. Montal i Fita.
Finalment, l'edifici, afectat pel «Pla Especial d'equipament docent a la part baixa del barri Gòtic», va ser enderrocat per a la construcció de l'Escola Drassanes (2012), conservant-ne només la façana.

## Descripció
Consta de planta baixa i quatre pisos i terrat transitable. La façana s'organitza amb tres eixos verticals d'obertures. Cal destacar-hi el disseny dels balcons, la porta d’accés d'arc carpanell i impostes decorades per pilars adossats i capitells d’ordre compost, els carcanyols ornats amb motius vegetals, i la font del segle xvii del pati.
A l'interior (actualment destruït), hi sobresurtien alguns elements, com per exemple les fusteries policromades dels dormitoris, els plafons en guix dels sostres i els paviments ceràmics. A més, la utilització de la pedra de Montjuïc, dels maons massissos, del morter de calç de llenya, així com de la fusta en les jàsseres i bigues dels forjats són elements definitoris de la manera de construir d'aquesta època.